# 공주 오룡리 귀부
공주 오룡리 귀부(公州 五龍里 龜趺)는 대한민국 충청남도 공주시에 있는, 조선 제 16대 임금인 인조의 아들 숭선군의 신도비를 세우기 위해 만든 것이나 비를 세우지 못하고 중단되어 귀부만 남은 것이다. 1976년 1월 8일 충청남도의 유형문화재 제61호로 지정되었다.

## 개요
귀부는 비받침부분을 일컫는 말로, 대개 거북 모양을 띠고 있다. 이 귀부는 조선 제 16대 임금인 인조의 아들 숭선군의 신도비(왕이나 고관 등의 평생업적을 기록하여 그의 무덤 가까이에 세우는 비)를 세우기 위해 만든 것이나 비를 세우지 못하고 중단되어 귀부만 남은 것이다.
숭선군은 이름은 징(徵)이고, 인조의 다섯째 아들이며 어머니는 귀인 조씨(趙氏)이다. 효종 2년(1651) 누이인 효명옹주의 시할아버지 김자점의 역모에 관계되었다 하여 강화도에 유배되었다가, 효종 7년(1656)에 석방되어 벼슬과 지위를 되돌려 받았다.
귀부는 네모난 바닥돌과 큼직한 한돌로 만들었다. 앞으로 쑥 뻗은 머리부분은 용의 모습으로 변했고, 목에는 비늘무늬를 장식하였으며, 등에는 비를 끼우는 곳인 비좌(碑座)를 갖추었다. 통일신라시대나 고려시대의 귀부에 비해 조각 솜씨는 떨어지나 전체적으로 힘차 보이는 조선 중기의 작품이다.

## 현지 안내문
이 귀부는 조선 인조의 다섯째 아들인 숭선군의 신도비에 사용하기 위하여 만들다 그만둔 비 받침대이다. 신도비는 대개 5품이상의 벼슬을 한 인물의 무덤 동남쪽에 세우는 것이 보통이다. 거북 모양의 비석 받침인 귀부, 비의 몸체인 비신, 그리고 용이 조각된 비의 머리인 이수 등으로 이루어진다. 이 중 귀부는 통일신라시대 이래 비의 전통적 구성 요소가 되었다. 숭선군의 묘소는 서북쪽 마을 안 골짜기에 있다.

## 참고 자료
- 공주오룡리귀부 - 국가유산청 국가유산포털